# Barbara Lee

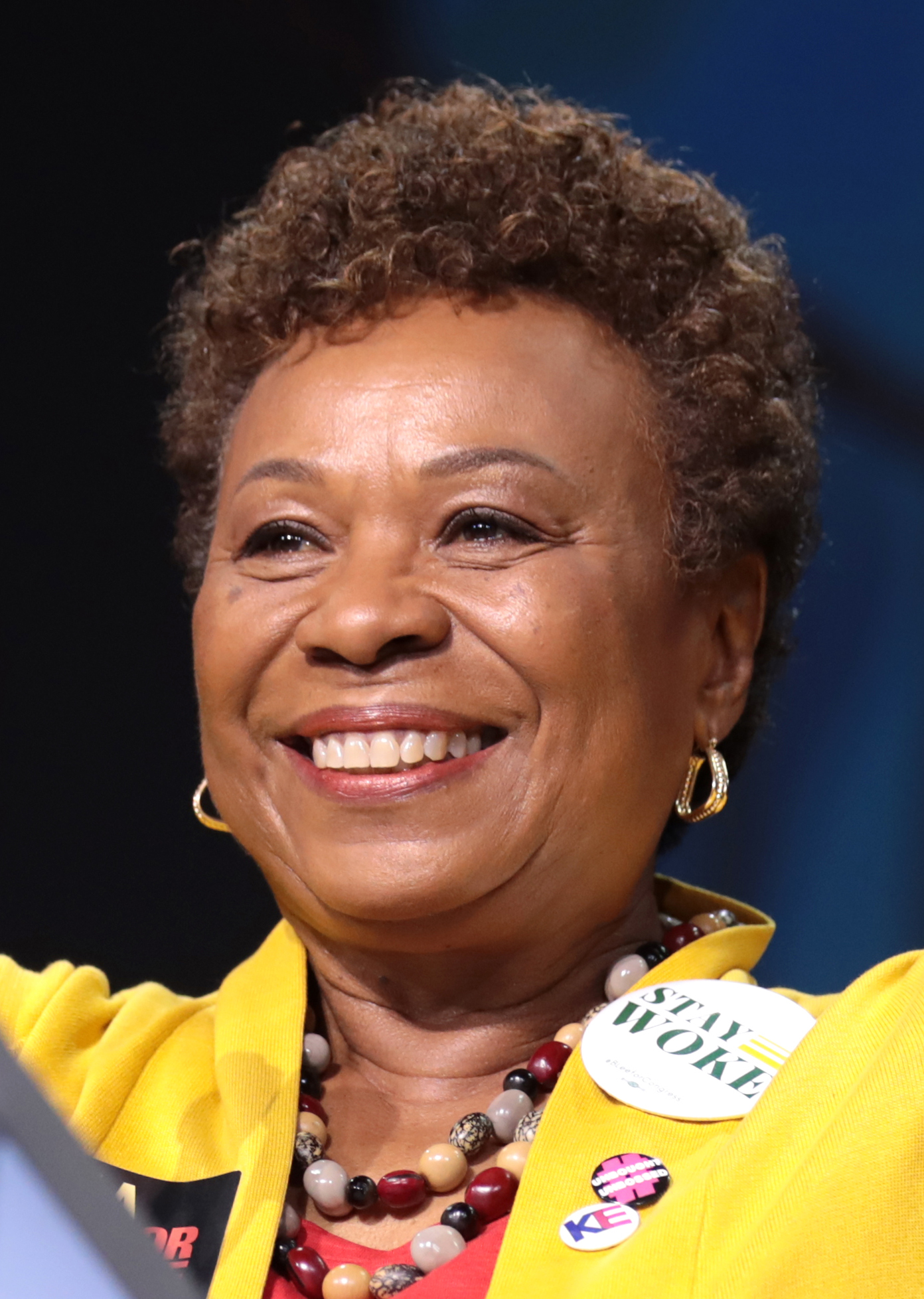
Barbara Lee (2019)

Barbara Jean Lee (* 16. Juli 1946 in El Paso, Texas) ist eine US-amerikanische Politikerin der Demokratischen Partei. Seit 1998 vertritt sie den Bundesstaat Kalifornien im Repräsentantenhaus der Vereinigten Staaten, seit 2013 für den 13. Distrikt, davor den neunten Distrikt.

## Familie, Ausbildung und Beruf
Barbara Lee zog im Jahr 1960 mit ihren beim Militär arbeitenden Eltern, ihr Vater ist Veteran zweier Kriege, von Texas nach Kalifornien. Dort besuchte sie bis 1964 die Fernando Hill High School und danach das Mills College, wo sie 1973 einen Bachelor of Arts erlangte. In dieser Zeit war sie alleinerziehend mit ihren zwei Söhnen. Bis 1975 studierte sie an der University of California in Berkeley, das sie mit einem Masters of Social Work abschloss. Während ihrer Studienzeit engagierte sie sich für die Black-Panther-Bewegung.
Barbara Lee hat zwei Söhne. Privat lebt sie mit ihrem Mann Clyde in Oakland.

## Politische Laufbahn

### Anfänge in Kalifornien
Lee gehörte zum Beraterstab des Kongressabgeordneten Ron Dellums und saß zwischen 1991 und 1997 im Repräsentantenhaus von Kalifornien. Von 1997 bis 1998 war sie Mitglied des Senats von Kalifornien.

### Kongressabgeordnete
Lee kandidierte in der Nachwahl für den 9. Distrikt, der durch den Rücktritt Dellums frei geworden war. Sie konnte sich mit rund 67 % der Stimmen gegen zwei Kandidaten der Demokraten sowie einem der Republikaner durchsetzen. Sie trat ihr neues Amt in Washington, D.C. am 21. April 1998 an. Die folgenden zwölf Wahlen, inklusive der regulären Wahl 1998, bis einschließlich der Wahl 2020 konnte sie ebenfalls gewinnen und kann damit ihr Mandat bis heute ausüben. Ihre aktuelle Legislaturperiode im 117. Kongress der Vereinigten Staaten läuft noch bis zum 3. Januar 2023. Lee vertrat zunächst bis 2013 den 9. Kongresswahlbezirk Kaliforniens, seit 2013 ist sie die Repräsentantin des 13. Bezirks.
Bei der Präsidentschaftswahl 2008 unterstützte sie Barack Obama. Im 111. Kongress von 2009 bis 2011 war Lee Vorsitzende des Congressional Black Caucus. Nach der Repräsentantenhauswahl 2012 bewarb sich Lee um die strategische Führungsposition des Vorsitzes im House Democratic Caucus, zog aber zugunsten von Joe Crowley zurück. 2016 trat sie für die Position als stellvertretende Vorsitzende an, unterlag aber Linda Sánchez mit zwei Stimmen Rückstand. Nachdem die Demokraten bei der Wahl 2018 die Mehrheit zurückgewonnen hatten, trat Lee wieder für den Vorsitz des Caucus an, unterlag aber dem jüngeren Mitglied des Congressional Black Caucus Hakeem Jeffries.
Die Primary (Vorwahl) ihrer Partei für die Wahlen 2022 am 7. Juni, nunmehr für den zwölften Distrikt, konnte sie über 87 % klar gewinnen. Sie trat damit am 8. November 2022 gegen Stephen Slauson von der Republikanischen Partei an. [veraltet]

### Ausschüsse
Sie ist aktuell Mitglied in folgenden Ausschüssen des Repräsentantenhauses:
- Committee on Appropriations
  - Agriculture, Rural Development, Food and Drug Administration, and Related Agencies
  - Labor, Health and Human Services, Education, and Related Agencies
  - State, Foreign Operations, and Related Programs (Vorsitz)
- Committee on the Budget

### Positionen und Auszeichnungen
Lee hat als einzige Person beider Kammern des Kongresses gegen die Autorisierung militärischer Gewalt als Antwort auf die Terroranschläge am 11. September 2001 gestimmt. Dafür wurde sie mit dem Aachener Friedenspreis für das Jahr 2002 ausgezeichnet. Sie sah eine Zustimmung zu der Vorlage als Blankoscheck für den Präsidenten an, den sie nicht gewillt war auszustellen. Die Reaktionen auf ihr Verhalten reichten von Zustimmung bis zur entschiedenen Ablehnung, wobei damals die ablehnenden Stimmen deutlich in der Mehrheit waren. Ihr wurde „Kommunismus“ vorgeworfen und sie wurde als Verräterin bezeichnet. Das ging sogar bis zu Morddrohungen. Lee war eine Kritikerin des Irakkrieges und setzt sich für die Bildung eines Friedensministeriums ein. Unterstützung für ihre Politik erhielt sie von der Friedensbewegung.
Barbara Lee wurde im Rahmen des Projekts 1000 Frauen für den Friedensnobelpreis 2005 für den Friedensnobelpreis nominiert. Dies wurde folgendermaßen begründet: „Barbara Lee, demokratische Kongressabgeordnete Kaliforniens, erlangte weltweite Aufmerksamkeit, als sie als Einzige gegen die Resolution nach dem 11. September stimmte, die Präsident Bush die Vollmacht erteilte für den Einsatz militärischer Gewalt gegen jeden, welcher der Tat oder ihrer Planung verdächtigt war. Sie ist Anführerin einer Politik für internationalen Frieden, Sicherheit und Menschenrechte und kämpft an vorderster Front für eine Gesetzgebung, die die Ausbreitung von HIV/Aids stoppt und Heilverfahren fördert. Sie verteidigt konsequent die Verletzlichsten, vor allem Frauen und Kinder.“ (Zitat)

## Senatswahl 2024
Im Februar 2023 kündigte Lee an, den Senatssitz der 89jähringen Senatorin Dianne Feinstein anzustreben, die im September 2023 verstarb. In der offenen Vorwahl im März 2024 traten neben ihr auch die demokratischen Kongressabgeordneten Adam Schiff und Katie Porter an, sowie der republikanische Kandidat, der ehemalige Baseballspieler und Geschäftsmann Steve Garvey.  Lee konnte sich nicht durchsetzten und belegte nur den vierten Rang nach Schiff, Garvey und Porter. Damit ist sie in der allgemeine Wahl nicht vertreten und kann für das Repräsentantenhaus ebenfalls nicht mehr antreten.